# 斯里蘭卡鐵路

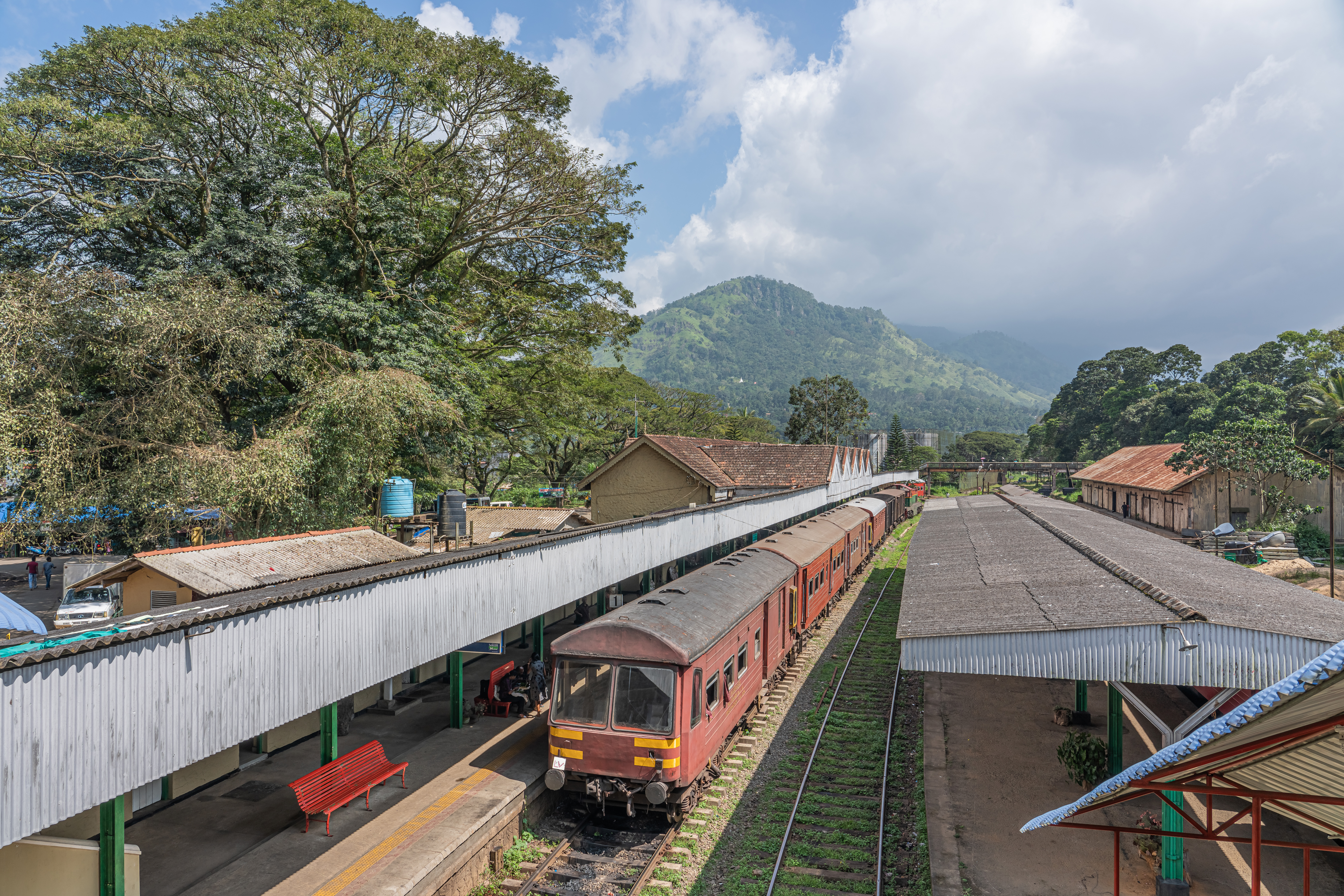

斯里兰卡铁路（羅馬化：Śrī Laṃkā Dumriya Sēvaya）是斯里兰卡的铁路擁有者和主要运营商。作为斯里兰卡政府的一部分，它受到交通运输部的监督。成立于1858年，时名为锡兰政府铁路，負責營運该国的铁路，連接首都可伦坡与其他人口中心和旅游景點。
斯里兰卡的铁路网長度是1,508 km（937 mi），軌距為5英尺6英寸（1,676毫米）。某些路线為觀光鐵路，而干线則行經或跨越瀑布、山脈、茶園、松林、松树林，桥梁和高山車站。

## 历史

### 開端
英屬錫蘭于1864年開始興建鐵路路網，以将茶叶和咖啡从山區运送到可伦坡。最初的路線長54公里（34英里），连接可伦坡和安贝普萨。  第一任总工程师吉尔福德·林赛·莫尔斯沃思（Guilford Lindsey Molesworth）成为政府铁路局局长。许多锡兰人将火车称为（僧伽罗语）Anguru Kaka Wathura Bibi Colaba Duwana Yakada Yaka  （吃煤，喝水，衝向可伦坡，金属魔鬼）。
幹線于1867年、1874年、1885年、1894年和1924年延伸至康提 ， Nawalapitiya ， Nanu Oya ， Bandarawela和巴杜勒。  在頭一個一百年中，锡兰铁路系统还增加了其他路線，包括在1880年開通往马塔莱的路線，1895年的海岸线，1905年的北部线，1914年的Mannar线，1919年的开拉尼谷地线，1926年的普塔拉姆线和1928年通往拜蒂克洛和亭可马里的路线。此后的80多年，鐵路網路並沒有重大延伸。

### 黃金時代
1955年到1970年是錫蘭鐵路的黃金時代。在錫蘭政府鐵路的總工程師兼總經理B. D. 蘭帕拉（B.D. Rampala）的領導之下，錫蘭鐵路致力提升服務舒適度，並將可倫坡以外的主要車站進行了升級，提升東部省的路線標準以便行駛更重、更快的列車。蘭帕拉還開行了快車服務，不少列車特別命名以加深印象，竭力現代化鐵路系統與改進乘坐舒適。到1953年，錫蘭鐵路仍使用蒸汽機車，蘭帕拉引進了柴油機車。

## 使用车辆
斯里兰卡铁路主要使用柴油機車。蒸汽机车直到1950年代仍在常規列車使用，現在僅在诸如Viceroy Special等懷舊列车上使用。  
大多数客車来自罗马尼亚的Astra Rail Industries  或中国的中國南車。目前正以中國南車與印度RITES的新型長程柴聯車提升大多數路線的服務。   
- 中國南車製斯里蘭卡鐵路S9型柴聯車
- 斯里蘭卡的鐵路巴士，位於該國東部的Punani 車站
- 斯里蘭卡鐵路M4型機車
- 斯里蘭卡鐵路M11型柴電機車
- 斯里蘭卡鐵路M7型機車

## 服务
斯里兰卡铁路的客運服務包括主要城市的城际服务，以及可伦坡的通勤铁路服务。  铁路也有貨運。大多数城际列车有下列等级客車： 
- 頭等卧铺車：某些跨日列車編制有带卧铺的臥車。
- 頭等展望車：某些日間列車編制有展望車，主要在干线上。通常編組於火车的后端，但有时也連結在机车之后。
- 頭等空調座位：在可伦坡和瓦武尼亚之间以及可伦坡和拜蒂克洛之间的某些城际特快列车上，提供頭等空调座位。 [13]在Udarata Manike和Podi Manike幹线列車也有。
- 二等座位：所有城际列车都有，對號座或不對號座皆有。
- 三等座位：大多数火车都有，具备基本设施。
- Rajadhani Express和ExpoRail在许多城际列车上提供优质服务。空调车厢的車票价格通常比斯里蘭卡鐵路的头等座位昂貴，但包括茶，小吃和餐点。目前这些列车並未运行。

通勤列車在最繁忙的路線（可伦坡及其郊区）提供服务。  大多数通勤列车是柴聯車，並未像城际列車一般以三等級列車編成。  通勤火车缓解城市道路上的尖峰擁塞，不過也很擁擠。已有建議將通勤铁路网电气化以提高能源效率和永續性。 

### 列车类型
- 城际快车：最快的列车，停靠站很少（必须购买特別車票；票价比普通火车高）。
- 夜间邮車：附带货运的夜间特快列车。
- 特快車：連接科伦坡和主要交通枢纽。
- 郊区：停靠路线上的每个车站。

### 路线和主要服务
斯里蘭卡鐵路主要划分为三个營運區，基地分别位于Colombo Maradana ，Nawalapitya和Anuradhapura 。  铁路网络由九條路線組成。 
|          | 路线                                   | 主要列车 |
| -------- | -------------------------------------- | --- |
| 主线     | 可伦坡到纳瓦拉皮蒂亚，Nanu Oya和巴杜拉 | Udarata Menike ， Podi Menike ， Tikiri Menike ， Senkadagala Menike （往康提），可伦坡 -Badulla Night Mail Train |
| 马特莱线 | Peradeniya交會站至康提和马塔莱         | |

|                  | 路线                                                                    | 主要列车                  |
| ---------------- | ----------------------------------------------------------------------- | ------------------------- |
| 北方线           | Polgahawela交會站至库鲁内格勒 ， 阿努拉德普勒 ， 贾夫纳和Kankesanthurai | Yal Devi, Rajarata Rejini |
| 曼拿（Mannar）线 | Medawachchi交會站至Mannar和Talaimannar                                  |                           |
| 巴提卡洛阿线     | 馬霍站到波隆納魯瓦和巴提卡洛阿                                          | Udaya Devi, Meena Gaya    |
| 亭可马里线       | Gal Oya交會站到坎塔莱和亭可马里                                         |                           |

|              | 路线                                                             | 主要列车                                                            |
| ------------ | ---------------------------------------------------------------- | ------------------------------------------------------------------- |
| 沿海线       | 可伦坡到加勒、马塔拉和贝利亚塔；興建中路段為Beliatta至Kataragama | Ruhunu Kumari, Samudra Devi, Galu Kumari, Sagarika, Rajarata Rejini |
| 凯拉尼山谷线 | Colombo Maradana至阿维萨韦拉                                     |                                                                     |
| 布达拉姆线   | Ragama到普塔勒姆                                                 | Muthu Kumari, Bangadeniya                                           |

## 面臨的问题

### 财政
斯里兰卡铁路虧損連年 ，自1943年以来一直没有盈利。 2007年5月，这条铁路赚了约30亿卢比 ，但需要国家补贴70亿卢比来平衡预算。 
其問題在於维多利亚时代的路網導致的昂貴營運與基礎建設成本。而国營企業一直是求职者優先選擇，導致用人浮濫，效率低落。 
铁路也需要提高票价。  2012年4月，斯里兰卡中央银行敦促国有企业（包括斯里蘭卡鐵路）依照市況定價，以减少对政府资金的依赖。该银行呼籲改進財務管理與票價結構，以使铁路在财务上更能存活。 

### 基础建设
斯里兰卡铁路的基礎建設是维多利亚时代的，設備老舊。大量资金用于修复维护不良的設備，而非定期維修；车辆運能下降。  自2007年開始該路已開始訂購新型車輛以提升運能。 

### 运输整合
斯里兰卡铁路尚未将其服务与其他运输方式整合。斯里兰卡並未整合公路和铁路的票务，或提供公路和铁路货运的統合服务。公路運輸也未為鐵路運輸提供专用的接驳服务，导致通勤铁路与公路運輸各自為政，降低了效率。  